# Zapaterra
Zapaterra è un film del 2002, diretto da Cesar Augusto Meneghetti e Elisabetta Pandimiglio.